# 八代市厚生会館
八代市厚生会館（やつしろし こうせいかいかん）は、熊本県八代市に所在する多目的ホールの建築物である。

## 概要
1962年に開館し、長年にわたり市民の文化活動や集会の場として利用された。
2023年、八代市議会により施設としての「八代市厚生会館」は制度上廃止されたが、2025年5月現在現在、建物本体は解体されておらず現存している。設計は建築家の芦原義信によるもので、日本のモダニズム建築を代表する作品の一つとされており、DOCOMOMO Japanの「日本におけるモダン・ムーブメントの建築」にも選定されている。

## 歴史

### 開館までの経緯
八代市厚生会館は、地元政治家や市民の「文化格差の解消」を目指す声を背景に、県内初の本格的な市民ホールとして企画された。設計は当時若手であった芦原義信が担当し、1962年（昭和37年）に開館した。

### 利用状況と改修
開館当初から市民の演劇、音楽、講演、会議など多様な用途で利用され、最盛期には年間40万人以上の来館者を記録した。1990年には大規模改修が実施され、2009年には耐震補強工事も行われた。

### 休館と制度上の廃止
2019年、市は近接地に新設される「八代市民俗伝統芸能伝承館（お祭りでんでん館）」の整備に伴い、厚生会館を休館とし、別館を解体した。
2023年7月、八代市議会は厚生会館本館の廃止条例案を可決し、制度上の「厚生会館」は廃止された。ただし建物は現存しており、今後の利活用を巡って市民団体などによる保存運動が続けられている。

## 建築
建築家・芦原義信による設計で、「外部空間論」に基づく建築思想が実践された初期の代表作である。周辺の八代城跡や松濱軒といった歴史的景観との調和を意識して設計された点が特徴的である。
音響設計は、日本を代表する音響設計者の一人である石井聖光が手がけた。石井は大阪・朝日放送ホールや読売ホールなどを担当した名匠として知られ、当時の欧州音楽界でも高く評価された。厚生会館では、音響精度を優先するため、本館とホール内部を入れ子構造にし、二重天井により残響時間1.8秒を実現、多目的ホールとしては極めて高い音響性能を持っていた。
また、観客数964席（立見含め最大1200名）でありながら2階席を設けず、八代という地方都市にふさわしい「一体感のあるアットホームなホール」となるよう配慮されていた。さらに、細川家・松井家ゆかりの能舞台文化を継承する意図から花道が設けられ、金春宗家による『羽衣』や『道成寺』などの能が演じられるなど、地域の伝統芸能にも深く貢献してきた。
建物は鉄筋コンクリート造3階建で、水平ラインを強調したモダンな外観を持つ。舞台付きの大ホールのほか、小ホール、会議室、展示スペースを備えていた。
その建築的価値から、DOCOMOMO Japanより「日本におけるモダン・ムーブメントの建築」に選定されている。

## 市民活動と保存の意義
2021年12月、八代市厚生会館の保存と再活用を目指す市民団体「八代市厚生会館のホール再開を求める会」が発足した。同団体は、建物の歴史的・文化的価値を訴え、署名活動や勉強会、シンポジウムの開催、要望書の提出など、多岐にわたる活動を展開している。
2022年5月には、10,374筆の署名を添えて「八代市厚生会館ホール（劇場）再開の要望書」を八代市長に提出した。2023年6月11日には緊急シンポジウムを開催し、参加者160人のうち99人からアンケート回答を得た。シンポジウムでは、専門家から「取り壊す必要はない」との意見が示され、市民からも保存を求める声が多数寄せられた。
同年6月28日には「八代市厚生会館の今後について、市民とともに考えるよう求める要望書」を市長に提出。2024年12月には、住民投票条例の制定を求める署名活動を実施し、必要数を超える署名を市選挙管理委員会に提出した。
これを受けて2025年1月、住民投票条例案が市議会で審議されたが、経済企業委員会で否決され、本会議でも否決された。
市は厚生会館の老朽化や耐震不足、改修に約20億円を要する見込みなどを理由に、解体の方針を示している。これに対して、保存を求める市民団体は公共建築としての文化的意義や地域資産としての価値を訴え続けている。

## 最近の動向

### 市民活動の継続
2025年に入っても、八代市厚生会館の保存と再活用を求める市民団体の活動は継続している。「八代市厚生会館のホール再開を求める会」は、定期的な会合や情報発信を通じて、市民への啓発活動を行っている。また、同会は、全国各地の公共ホールや文化施設の再生・活用事例を紹介することで、厚生会館の保存活用の可能性を示している。

### 市の対応と跡地活用計画
八代市は、厚生会館の解体方針を示しつつ、跡地の利活用に向けた基本構想の策定を進めている。2024年3月には、市民3,000人を対象にアンケートを実施し、その結果を基に跡地の活用方針を検討している。市は、跡地を市民の賑わいと憩いの場とすることを目指し、文化・芸術イベントの開催などを官民連携で実施する方向性を示している。